# Alessandro Isola
Alessandro Isola (Pordenone, 1975) è un architetto e designer italiano residente a Londra.
Il suo studio è uno studio di progettazione multidisciplinare con sede a Londra e con progetti internazionali nel Regno Unito, negli Stati Uniti, in Egitto, in Spagna, in Svizzera, in Turchia, in Portogallo, in Messico, in Florida e in Italia.

## Biografia
Alessandro Isola è nato nel 1975 a Pordenone, in Italia.
La sua formazione inizia presso l'Istituto di Interior Design di Milano, dove studia Arte e Architettura d'Interni dal 1996 al 1999.
Ha continuato la sua formazione professionale alla Oxford Brookes University School of Architecture (1999-2001), dove gli è stata conferita la lode, ottenendo altresì l'ambito premio commemorativo Michael King.
Ha concluso la sua formazione presso la prestigiosa Architectural Association di Londra e ha lavorato per Foster + Partners dove ha conseguito la qualifica professionale RIBA/ARB.

## Carriera
Terminati gli studi, Alessandro Isola ha iniziato la sua carriera in Foster + Partners.
Nel 2010 ha co-fondato IM Lab, uno studio di design specializzato in architettura.
Nel 2014 ha fondato il suo studio di progettazione multidisciplinare a Londra.

## Design
Isola si concentra su una modalità di architettura taylor made, focalizzandosi in particolar modo sulla progettazione di interni e sulla creazione dei sistemi d’arredo e pezzi di design esclusivi.
Per la gran parte dei suoi lavori e realizzazioni, Isola collabora con artigiani italiani che vantano una comprovata esperienza nella realizzazione di prodotti di alta gamma, così che ogni suo prodotto abbia il carattere dell'unicità. Il design dei suoi prodotti è caratterizzato da una combinazione del movimento, tempo e spazio così da conferire ad ogni elemento una propria precisa dinamica. Applica tecniche e materiali innovativi così da fondere la tecnica artigianale con la più recente tecnologia.
I suoi progetti più caratterizzanti sono lo "Stumble Upon Sofa" e "Stumble Upon Coffee Table", oggetti per interni che combinano materiali compositi con altri più tradizionali, così come "Floating Kitchen Table", un tavolo di legno lungo tre metri che si apre a sbalzo in continuazione di una cucina ad isola creando l’effetto di sospensione nello spazio. Tra le tante realizzazioni degna di nota è anche la cucina The Cut, con cui ha vinto l'Archiproducts Design Award, l'Architizer's Popular Choice Award e ha ottenuto l'oro agli A' Design Awards.

## Riconoscimenti
2014 – Golden A Design Award – The Cut Kitchen Original
2015 – ArchitizerA+ Award Popular Choice Winner – The Cut Kitchen Original
2016 – ArchitizerA+ Award Popular Choice Winner – The Cut Kitchen Evolution
2017 – ArchitizerA+ Award Jury prize and popular choice – The Cut Kitchen Evolution
2021 – Giuria del Frame Awards
2022 – Membro della giuria del Final Frame Awards
2022 – Archiproducts Design Award for Nativia Kitchen by The Cut Kitchen

## Libri
- 2015: Sommeliers’ Heaven: The Greatest Wine Cellars of The World by Paolo Basso, Braun Publishing. ISBN 9783037681831
- 2017: Cool Off! The Pool Book by Sibylle Kramer, Braun Publishing. ISBN 9783037682074
- 2021: Wineries Architecture by David Andreu, Booq Publishing. ISBN 9788499366944
- 2022: Illusion in Design: New Trends in Architecture and Interiors by Paul Gunther and Gay Giordano, Rizzoli International Publications. ISBN 9780847871292